# Sandro Ludolini
Sandro Ludolini (* 27. Februar 1983 in Solothurn) ist ein italienischer Unihockeyspieler und im aktuellen Kader der italienischen Unihockey-Nationalmannschaft. Er ist schweiz-italienischer Doppelbürger und spielte bis 2016 als Aktiver in der Schweiz für den TSV Unihockey Deitingen in den Schweizer Amateurligen, wobei die Mannschaft nach einem Aufstieg 2015 zuletzt in der drittklassigen 1. Liga spielte.

## Erfolge/Auszeichnungen
Nationalmannschaft
- WM-Teilnehmer: 2010
  - Bester Spieler im Spiel Italien-Japan[1]